# KickFlip
킥플립(KickFlip)은 JYP 엔터테인먼트 소속으로 2025년 1월 20일에 데뷔한 대한민국의 7인조 보이 그룹이다.

## 구성원
| 이름   | 소개 |
| ------ | --- |
| 계훈   | - 본명 : 이계훈 - 생년월일 : 2004년 9월 16일(20세) - 출생지 : 대한민국 - 활동기간 : 2025년 1월 20일 ~ 현재                                      |
| 아마루 | - 본명 : 미츠유키 아마루 - 생년월일 : 2005년 10월 21일(19세) - 출생지 : 일본 - 활동기간 : 2025년 1월 20일 ~ 현재                                |
| 동화   | - 본명 : 이동화 - 생년월일 : 2006년 3월 11일(19세) - 출생지 : 대한민국 - 활동기간 : 2025년 1월 20일 ~ 현재                                      |
| 주왕   | - 본명 : 장주왕 - 생년월일 : 2006년 5월 2일(19세) - 출생지 : 대한민국 - 활동기간 : 2025년 1월 20일 ~ 현재                                       |
| 민제   | - 본명 : 최민제, 케빈 최 - 생년월일 : 2006년 5월 12일(19세) - 출생지 : 대한민국 - 국적 : 대한민국, 뉴질랜드 - 활동기간 : 2025년 1월 20일 ~ 현재 |
| 케이주 | - 본명 : 오카모토 케이주 - 생년월일 : 2006년 10월 4일(18세) - 출생지 : 일본 - 활동기간 : 2025년 1월 20일 ~ 현재                                 |
| 동현   | - 본명 : 이동현 - 생년월일 : 2007년 3월 13일(18세) - 출생지 : 대한민국 - 활동기간 : 2025년 1월 20일 ~ 현재                                      |

## 음반

### EP
- 2025년 1월 20일 《Flip it, Kick it!》
- 2025년 5월 26일 《Kick Out, Flip Now!》

## 수상 목록

### 시상식
- 2025년 제1회 디 어워즈 디 어워즈 리마크상
- 2025년 제1회 디 어워즈 디스커버리 올해의 발견상
- 2025년 제34회 서울가요대상 남자 신인상